# Adam Johnson
Adam Johnson (ur. 14 lipca 1987 w Sunderlandzie) – angielski piłkarz występujący na pozycji skrzydłowego.
Wychowanek Middlesbrough, w trakcie kariery piłkarskiej występował również m.in. w Manchesterze City (zdobył z nim mistrzostwo Anglii w sezonie 2011/2012) i Sunderlandzie. W reprezentacji Anglii, w której zadebiutował 11 sierpnia 2010 w towarzyskim meczu z Węgrami (2:1), rozegrał 12 meczów i strzelił dwa gole.
W marcu 2016 uznany winnym molestowania nastolatki i skazany na karę sześciu lat pozbawienia wolności.